# 牡丹水庫

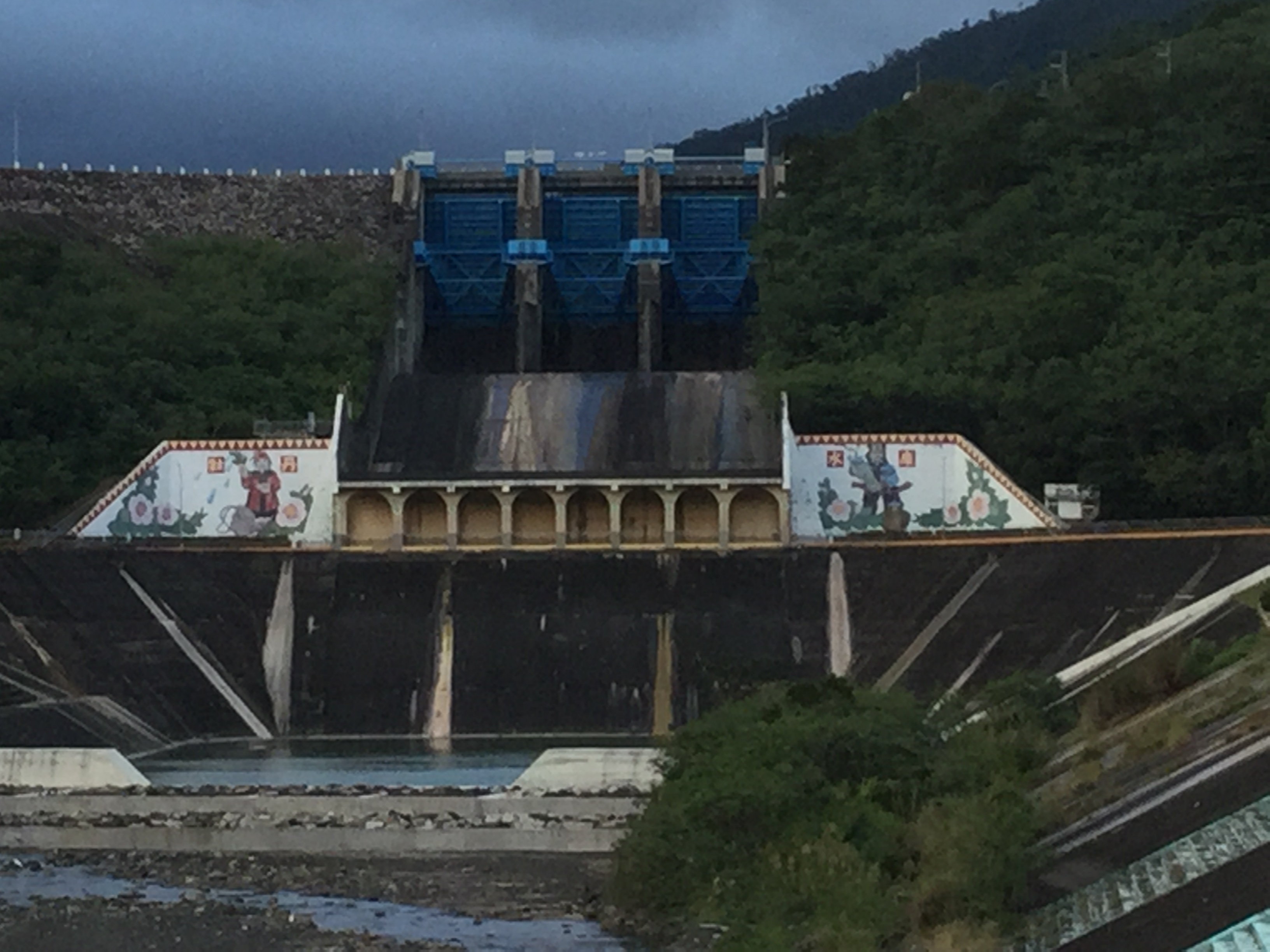
牡丹水庫

牡丹水庫，位於台灣屏東縣牡丹鄉四重溪上游，即恆春東北方約24公里處，係隸屬於經濟部水利署的一個水庫。牡丹水庫於1995年興建完成。增加之供水量足敷恒春地區迫切需要之水量。

## 基本資料
- 水庫：設計容量約3056萬立方公尺，現存有效容量為1067.06萬立方公尺，淹沒面積142公頃。
- 蓄水壩：土石壩，壩高65公尺，壩長445.6公尺
- 溢洪道：閘門控制洩槽式，設計溢洪量3710立方米每秒（{\displaystyle m^{3}}/s）
- 取排水工：取水閘門三門，取排水量4{\displaystyle m^{3}}/s（日可取水量35萬立方米）。
- 導水隧道：直徑9公尺，長度258公尺。

## 外部連結
- 經濟部水利署全球資訊網-牡丹水庫